# 第175回国会
第175回国会（だい175かいこっかい）は、2010年（平成22年）7月30日に召集され8月6日に閉会した臨時国会である。会期は8日間。

## 概要
先の第22回参議院議員通常選挙の結果を受け、参議院が与野党逆転の中での国会となった。予算の状況について検証するため、第174回国会で開かれなかった菅直人政権下での予算委員会が野党の要求により衆参両院で2日ずつ開催された。
議長を野党から選出すべしとの声がみんなの党、また自由民主党の一部から出たものの野党で足並みが乱れたため断念し、慣例に従って議長は院内第一党の民主党から西岡武夫、副議長は院内第二党の自由民主党から尾辻秀久がそれぞれ選出された。だが参議院議院運営委員長には自由民主党の鈴木政二が選出され、参議院における運営の主導権は野党側が握ることとなった。
2010年9月に5年間の設置期限を迎える年金・健康保険福祉施設整理機構の解散を2年延長する議員立法、また国会議員が在職していない期間分の歳費を日割り計算して返納可能にする改正歳費法が成立した。

## 各党・会派の議席数
| 計480、2010年（平成22年）7月27日時点 - 民主党・無所属クラブ - 307 - 自由民主党・無所属の会 - 116 - 公明党 - 21 - 日本共産党 - 9 - 社会民主党・市民連合 - 7 - みんなの党 - 5 - 国民新党・新党日本 - 4 - たちあがれ日本 - 3 - 国益と国民の生活を守る会 - 2 - 各党派に属しない議員 - 4（議長：横路孝弘 - 民主党から離脱、副議長：衛藤征士郎 - 自由民主党から離脱、元民主党1、元自由民主党1） - 欠員 2 | 計242、2010年（平成22年）7月30日時点 - 民主党・新緑風会 - 106 - 自由民主党 - 83 - 公明党 - 19 - みんなの党 - 11 - 日本共産党 - 7 - たちあがれ日本・新党改革 - 5 - 社会民主党・護憲連合 - 4 - 国民新党 - 3 - 各派に属しない議員 - 5（議長：西岡武夫 - 民主党から離脱、副議長：尾辻秀久 - 自由民主党から離脱、沖縄社会大衆党1、幸福実現党1、元自由民主党1） |

### (参考) 与野党別
| 院別   | 与党 | 野党等 | 各派に属さない | 欠員 |     | 過半数 | 全議員の2/3 |
| ------ | ---- | ------ | -------------- | ---- | --- | ------ | ----------- |
| 衆議院 | 311  | 163    | 4              | 2    |     | 240    | 320         |
| 参議院 | 109  | 128    | 5              |      | 122 | 162    |             |

## 今国会の動き

### 召集前
- 7月11日 - 第22回参議院議員通常選挙が執行され、民主党・国民新党の連立与党が大敗。野党多数に。
- 7月12日 - 国民新党が社会民主党に院内会派結成を申し入れ[2]。同21日に結成見送り[3]。

### 会期中
- 7月30日 - 召集日。
- 同日 - 参議院本会議で、国会法7条に基づき、参議院事務総長小幡幹雄の主宰のもと議長選挙及び副議長選挙が行われ、参議院議長に西岡武夫が、参議院副議長に尾辻秀久が選ばれた。
- 8月2日-3日 - 衆議院予算委員会を開催。予算委員会は菅内閣で初の開催。
- 8月4日-5日 - 参議院予算委員会を開催。
- 8月6日 - 閉会日。